# 紗依茄
紗依茄（らいか、2004年9月30日 - ）は、日本の女性キックボクサー。大阪枚方市出身。第9回K-1アマチュア全日本大会 チャレンジBクラス 女子-50kg優勝。

## 経歴
数々のアマチュアのタイトルを獲得した。中学生になるとK-1アマチュアに出場し、3度優勝している。krush121でプロレビューしAIKOに勝利した。
また2020年2月20日に行われたKrush.135ではベテラン谷田美穂に開始早々に前蹴り（フロントキック）でダウンを奪い大差をつけて判定勝利した。
2024年10月20日にNJKF WESTでRIANAとの試合が予定されていたがRIANAの負傷のため中止。12月22日、KAKUMEI KICKBOXINGのメインイベントで行われたミネルヴァアトム級タイトルマッチでNaoと対戦し1RKO負け。この試合を最後に月心会TEAM侍を退会した。

## 戦績
| キックボクシング 戦績 | キックボクシング 戦績 | キックボクシング 戦績 | キックボクシング 戦績 | キックボクシング 戦績 | キックボクシング 戦績 | キックボクシング 戦績 |
| --------------------- | --------------------- | --------------------- | --------------------- | --------------------- | --------------------- | --------------------- |
| 10 試合               | (T)KO                 | 判定                  | その他                | 引き分け              | 無効試合              |                       |
| 6 勝                  | 0                     | 6                     | 0                     | 1                     | 0                     |                       |
| 3 敗                  | 2                     | 1                     | 0                     | 1                     | 0                     |                       |

| 勝敗 | 対戦相手     | 試合結果      | 大会名                                                  | 開催年月日     |
| ×    | Nao          | 1R1:53 KO     | KAKUMEI KICKBOXING 【ミネルヴァアトム級タイトルマッチ】 | 2024年12月22日 |
| ○    | 祥子JSK      | 判定3-0       | KAKUMEIKICKBOXING                                       | 2024年6月9日   |
| △    | 花田麻衣     | 判定0-1       | DEEP☆KICK68                                             | 2023年12月10日 |
| ○    | 奥村琉奈     | 3R終了判定3-0 | KAKUMEI KICKBOXING                                      | 2023年7月23日  |
| ○    | Kiho         | 3R終了判定3-0 | Krush~RING OF VENUS~                                    | 2023年4月8日   |
| ×    | チャン・リー | 2R1:26 KO     | K-1 RING OF VENUS                                       | 2022年6月25日  |
| ○    | 谷田美穂     | 3R終了判定3-0 | Krush.135                                               | 2022年2月20日  |
| ○    | 豊嶋里美     | 3R終了判定3-0 | Krush-EX 2021 vol.6                                     | 2021年11月13日 |
| ×    | チャン・リー | 3R終了判定2-1 | Krush-EX 2021 vol.3                                     | 2021年6月5日   |
| ○    | AIKO         | 3R終了判定3-0 | Krush.121                                               | Krush.121      |

### アマチュアキックボクシング
| キックボクシング 戦績 | キックボクシング 戦績 | キックボクシング 戦績 | キックボクシング 戦績 | キックボクシング 戦績 | キックボクシング 戦績 | キックボクシング 戦績 |
| --------------------- | --------------------- | --------------------- | --------------------- | --------------------- | --------------------- | --------------------- |
| 42 試合               | (T)KO                 | 判定                  | その他                | 引き分け              | 無効試合              |                       |
| 31 勝                 | 0                     | 0                     | 0                     | 0                     | 0                     |                       |
| 8 敗                  | 0                     | 0                     | 0                     | 0                     | 0                     |                       |

| 勝敗 | 対戦相手     | 試合結果 | 大会名                                                                           | 開催年月日     |
| ○    | 乾幸歩       | 判定3-0  | DEEP☆KICK                                                                        | 2020年12月13日 |
| ○    | 本屋敷かえで | 判定     | 第35回K-1アマチュア～全日本大会・西日本予選トーナメント＆ワンマッチ～            | 2020年12月6日  |
| ○    | 清水真菜佳   | 判定     | 第35回K-1アマチュア～全日本大会・西日本予選トーナメント＆ワンマッチ～            | 2020年12月6日  |
| ○    | 黒江ともこ   | 判定3-0  | K-1チャレンジ(一般) Bクラス トーナメント 女子-50kg 決勝                          | 2020年3月15日  |
| ○    | 大原頼子     | 判定3-0  | 第31回K-1アマチュア ～全日本大会・西日本予選トーナメント＆ワンマッチ～50kg決勝戦 | 2019年12月8日  |
| ○    | 宮本ケイト   | 判定3-0  | 第31回K-1アマチュア ～全日本大会・西日本予選トーナメント＆ワンマッチ～           | 2019年12月8日  |
| ○    | 清水真菜佳   |          | KAKUMEI                                                                          | 2017年9月3日   |

## 獲得タイトル
- 第9回K-1アマチュア全日本大会 チャレンジBクラス 女子-50kg優勝
- 第31回K-1アマチュア チャレンジBクラス 女子-50kg優勝
- 第35回K-1アマチュア チャレンジBクラス 女子-50kg優勝
- 初代KAKUMEIジュニア35kg王者
- 初代T.Bネーションガールズ-40キロ王者
- 第2代競拳ジュニアキックガールズ-45キロ王者
- 第2代S-1アマチュアキックコットン級チャンピオン
- TOP☆RUN Girls第6代王者

## 受賞
- K-1AWARDSアマチュア最優秀選手賞

## 表彰
- K-1AWARDS2020 アマチュア最優秀賞